# Il tunnel (Sabato)
Il tunnel (El túnel) è un romanzo psicologico di Ernesto Sabato del 1948, pubblicato per la prima volta in Italia nel 1967.
Il romanzo narra di un pittore squilibrato, Juan Pablo Castel, e della sua ossessione per l'unica donna che è riuscita a comprendere il significato nascosto di un suo quadro. Il titolo del romanzo si riferisce all'isolamento emotivo e fisico di Castel dalla società, che diventa sempre più evidente nel racconto degli avvenimenti, dall'incontro con la donna fino alla sua uccisione. Il tunnel in cui si trova il protagonista è causato dalla sua solitudine e dalla disillusione nei confronti della vita.

## Trama
Juan Pablo Castel è un pittore argentino di fama discreta, che racconta in prima persona dal carcere le vicende e le motivazioni che lo hanno portato a uccidere la donna amata, María Iribarne.
Conosce María durante una mostra in cui espone i suoi quadri, la vede notare un dettaglio di un suo dipinto, intitolato "Maternità", che non era mai stato colto da nessuno, infatti egli crede che le sue opere non vengano capite completamente dal suo pubblico. Da questo momento nasce l'ossessione di Castel nei confronti della donna, e la convinzione di essere legato a lei nonostante i due non si conoscano. Il pittore inizia così a riflettere su quali siano le reali possibilità di rincontrare quella donna misteriosa. Un giorno, dopo averla casualmente incontrata per strada, la segue fino all'edificio in cui lei lavora. Tra i due nascerà una relazione ma, successivamente, il pittore scoprirà che María è sposata con Allende, un uomo cieco. Inoltre la donna fa spesso visita ad Hunter, cugino del marito. Questi particolari fanno crescere la gelosia dell'uomo, che si convincerà sempre di più del tradimento di María, e che per lui diventerà una vera e propria ossessione. Questa fissazione lo porterà ad uccidere la donna e causerà anche il suicidio del marito di lei, Allende.

## Temi
Il tema principale del romanzo è l'amore ossessivo del protagonista nei confronti di María e la gelosia che lo porterà ad uccidere la donna. Altre tematiche rilevanti sono lo sconforto, l'odio, la solitudine e l'incapacità del protagonista di comunicare, che lo condurranno in un tunnel di disperazione. Anche la maternità può essere considerato un tema del romanzo, a partire dal titolo del quadro grazie alla quale si svilupperà la storia. Inoltre il nome della protagonista, María, richiama fortemente questo concetto.

## Personaggi
- Juan Pablo Castel: Protagonista e narratore. È un pittore solitario e incompreso. Persona riflessiva e intensa che tende a esaminare ogni situazione. Si innamora di María Iribarne per il semplice fatto che la donna è l'unica persona a comprendere la sua pittura. L'ossessione e la gelosia lo porteranno a compiere un omicidio. Castel esprime con le sue azioni tutta la sua paranoia e l'ossessiva tendenza ad affrontare le situazioni comportandosi in modo diverso rispetto alla norma. La sua solitudine è il prodotto della sua instabile relazione verso tutto ciò che è esterno.
- María Iribarne:Giovane donna misteriosa. È l'unica persona che riesce a comprendere nel profondo la pittura di Castel, per questo motivo il pittore si innamorerà di lei. Sposata con Allende. Secondo Castel ha una relazione con Hunter, a cui fa spesso visita. Essendo un personaggio misterioso non si scoprirà mai nulla di concreto su di lei, né di ciò che prova realmente per Castel.
- Allende: È il marito di María, è cieco. Lui si rende conto dei comportamenti della moglie ma è incapace di fare qualcosa al riguardo a causa dell'amore che prova per lei. La sua quindi, non è una cecità solo fisica.
- Hunter: Cugino di Allende, ha una presunta relazione con María.
- Mimi: Non è specificata la sua parentela con María, ma si suppone che sia imparentata con Allende. Rappresenta tutto ciò che Castel odia della società ovvero la superbia, la falsità, l'arrivismo e la superficialità.

## Tecnica narrativa
Il romanzo viene narrato in prima persona dal protagonista, il punto di vista è quindi quello del protagonista-narratore. La sequenza narrativa tradizionale è alterata in quanto dal primo istante il lettore viene a conoscenza del finale della trama, l'omicidio della donna, e tutto il racconto si sviluppa come un flashback, a partire dalle spiegazioni dei motivi che hanno portato il protagonista a compiere quel gesto. Si caratterizza principalmente per i monologhi interiori e i flussi di coscienza del protagonista, che ne delineano il profilo psicologico, alternati a dialoghi tra i personaggi.

## Tempo e spazio
Viene presentato un tempo cronologico,ma non si sa esattamente come collocare il tempo nelle varie azioni.
Per quanto riguarda lo spazio bisogna fare una distinzione tra lo spazio vero e proprio e lo spazio emozionale dei personaggi. Nel romanzo ricorrono vari luoghi reali, ad esempio Piazza San Martin a Buenos Aires, il quartiere in cui lavora Maria, la Recoleta, che tuttavia non vengono descritti nel dettaglio. Per quanto riguarda lo spazio emozionale è dato dal fatto che i personaggi, soprattutto Castel, ricreano spazi e situazioni nella loro mente, facendo riferimento a sogni allucinazioni e ricordi.

## Edizioni
- Ernesto Sabato, Il tunnel, traduzione di Paolo Collo e Paola Tomasinelli, Feltrinelli, 2010, ISBN 978-88-07-72184-7.